# بي آر شيتي
بي آر شيتي (بالإنجليزية: B. R. Shetty)‏ (1 أغسطس 1942) رجل أعمال من الهند.

## الهروب من الإمارات
هرب شيتي إلى بلده الهند، فر شيتي من دولة الإمارات العربية المتحدة خوفًا من الإجراءات القانونية هناك من قبل البنوك الدائنة، بما في ذلك بنك دبي الإسلامي وبنك أبوظبي التجاري، وفي 15 أبريل 2020، قدم بنك أبوظبي التجاري شكوى جنائية ضد شركة (NMC Health) إلى مكتب المدعي العام الإماراتي.

### الديون
بلغت ديون شركة (NMC Health) المستحقة للبنوك الخليجية 6.6 مليار دولار، ويبلع عدد المصارف الدائنة 75 بنكاً ومصرفاً 

### ادراج جميع شركات شيتي على القائمة السوداء
ادرج المصرف المركزي الأماراتي جميع الشركات المرتبطة بشيتي وبأفراد عائلته على القائمة السوداء مع تجميد جميع حسابته الصرفية وحسابات أفراد العائلة 

## النشأة
وُلد شيتي في كابو، كارناتاكا بأربعينيات القرن الماضي لوالدين هما شامبو شيتي وكوساما شيتي لعائلة من قبيلة تولوفا العرقية. أكمل شيتي تعليمه الصيدلاني في الهند وشغل أيضا منصب نائب رئيس مجلس البلدية في أودوبي. تزوج من شاندراكوماري شيتي ولديه أربعة أطفال.

## البداية
هاجر شيتي إلى الإمارات العربية المتحدة في عام 1973. بعد العمل كأول ممثل طبي للبلاد، أسس New Medical Center Health (NMC) في عام 1975 لسد الحاجة الشخصية والتكلفة رعاية صحية فعالة للجميع. في ذلك الوقت، كانت زوجته الطبيب الوحيد في العيادة. NMC هي الآن أكبر مقدم رعاية صحية خاص في الإمارات العربية المتحدة مع أكثر من أربعة ملايين مريض سنويًا عبر 45 منشأة منتشرة في 12 مدينة و 8 دول، بما في ذلك الإمارات العربية المتحدة والمملكة العربية السعودية وعمان وإسبانيا وإيطاليا والدنمارك وكولومبيا والبرازيل. إنها أول شركة رعاية صحية من دول مجلس التعاون الخليجي وأول شركة من أبوظبي يتم إدراجها في الجزء المتميز من بورصة لندن وهي جزء من فوتسي 100 المطلوب.
أنشأت شيتي الإمارات العربية المتحدة للصرافة في عام 1980 في محاولة لتسهيل عملية إرسال الأموال من قبل المغتربين إلى أسرهم في بلدانهم الأصلية. بحلول عام 2016، توسعت إلى أكثر من 31 دولة ولديها ما يقرب من 800 مكتب مباشر. في عام 2014، حققت أكثر من 50 مليار دولار أمريكي بشكل جماعي في مجال تحويل الأموال وتحويلها. استحوذت شيتي على ترافلكس، وهي شركة كبرى للصرف الأجنبي، في عام 2014. لدى Travelex بصمة عالمية تشمل 1500 متجرًا و 1300 جهاز صراف آلي في 27 دولة.
في عام 2003، أسس شيتي NMC Neopharma، شركة تصنيع أدوية مقرها الإمارات العربية المتحدة. تم افتتاحه من قبل رئيس الهند آنذاك، أبو بكر زين العابدين عبد الكلام في أبو ظبي، تركز نيوفارما (Neopharma) على استخدام مفهوم التصنيع المعياري باتباع المعايير العالمية في تكنولوجيا التصنيع ووضع آليات تحكم فعالة. تمتلك نيوفارما جناحًا للبحث والتطوير وتعمل على توفير أدوية عالية الجودة بأسعار معقولة. كما تتعاقد الشركة على التصنيع لشركات الأدوية العالمية بالإضافة إلى العلامات التجارية العامة للشركات بما في ذلك، على سبيل المثال لا الحصر، ميرك جروب وفايزر وأسترا زينيكا وBoots Uk.
في عام 2012، قاد شيتي شركة NMC من خلال الاكتتاب العام في بورصة لندن، والتي جمعت 330 مليون دولار. ذهبت الأموال لبناء مستشفى متخصص في مدينة خليفة، أبو ظبي.
في يونيو 2016، أعلن شيتي أنه كان يبني أول جامعة طبية في أبو ظبي تكريماً لـ الشيخ زايد. في نفس الشهر، تم انتخابه رئيسًا مجموعة الأعمال الهندية / المهنية. في أغسطس 2016، أعلن شيتي أنه كان يبني مستشفى عالي التخصص بسعة 400 سرير في أودوبي في كارناتاكا من خلال B R S Ventures. امتلكت شيتي أيضًا مستشفى في الإسكندرية، مستشفيين في نيبال، واكتسبت مستشفى في القاهرة كجزء من محفظته الشخصية بموجب نفس الشركة.
في أغسطس 2019، أعلنت BRS Ventures عن خطط لاستثمار 5 مليارات دولار في تطوير مرافق الرعاية الصحية في جميع أنحاء الهند.
في فبراير 2020، أثار تقرير بلومبرغ نيوز شكوكًا بشأن حيازته الحقيقية وسط البيع على المكشوف لـ NMC Health بواسطة مادي ووترز للأبحاث أيضًا في فبراير 2020، تم طرد شيتي من مجلس NMC Health بعد فضيحة حوكمة الشركات حول ممتلكاته في الشركة.

## أنشطة أخرى
استثمر شيتي في مؤسسة طبية في ولاية أوتارانتشال بشمال الهند. وهو مؤسس وراعي الجمعية الهندية للأدوية في الإمارات، وعضو في المجلس الاستشاري (القطاع المالي)، الإدارة الاقتصادية، حكومة دبي، الإمارات العربية المتحدة ولجنة الأدوية، دبي. وهو أيضًا رئيس مجلس إدارة مدرسة أبو ظبي الهندية ومدرسة برايت رايدرز.
في أغسطس 2015، تم انتخاب شيتي رئيسًا لمجلس إدارة شركة الإمارات للصرافة. تم تعيينه رئيسًا لمجموعة الأعمال الهندية / المهنية في يونيو 2016. رشح سمو الشيخ محمد بن راشد آل مكتوم شيتي عضوا في المجلس الطبي الإماراتي في سبتمبر 2016.
في أبريل 2017، أعلن شيتي أنه سيستثمر 1000 كرور روبية (157.3 مليون دولار) لإنتاج فيلم مع المخرج V. A. Shrikumar Menon. الفيلم، من بطولة موهانلال، كان من المقرر أن يستند إلى رواية Randamoozham، وهي رواية مهابهاراتا.
في مايو 2019، تم تأجيل الفيلم بسبب مشكلات إبداعية.

## الجوائز والتقدير
في عام 2005، مُنح شيتي أعلى تمييز مدني في الإمارة، جوائز أبوظبي. قدمه الشيخ محمد بن زايد آل نهيان، ولي عهد أبوظبي، السنة الأولى التي مُنح فيها التمميز. 
قدمت جمعية الصداقة الأمريكية الهندية شيتي جائزة رائد الأعمال المتميز.
تم تكريم شيتي من قبل Pravasi Bharatiya Samman في عام 2007.
كرم «إرنست آند يونج الشرق الأوسط» شيتي بجائزة المتسابق النهائي لرائد الأعمال لعام 2008.
حصل شيتي على بادما شري الذي منحه رئيس الهند في عام 2009 لمساهمته في مجال التجارة والصناعة.
في يوليو 2011، حصل على جائزة Achievers الآسيوية من مؤسسة Human Achievers.
في سبتمبر 2012، أعلنت شركة Pharma Leaders التي أسسها Satya Brahma أن شيتي هي أفضل شخصية هندية عالمية لهذا العام إلى جانب كيران مازومدار-شاو في القمة السنوية الخامسة للقيادة الصيدلانية وجوائز قادة الأعمال من Pharma لعام 2012 في مومباي.
في عام 2013، تم الاعتراف بشيتي كواحدة من أكثر القادة الواعدين في آسيا في القمة الآسيوية للعلامة التجارية والقيادة، الإمارات العربية المتحدة للصرافة حائزة على لقب العلامة التجارية الواعدة في آسيا.
في مارس 2013، حصل على جائزة الإنجاز مدى الحياة لقمة الإنجاز الدولية.
في نفس العام، تلق شيتي جائزة منتدى الأعمال الآسيوي لقيادة الأعمال الهندية الإماراتية.
في عام 2014، اعترفت Forbes Middle East بشيتي مع أفضل القادة الهنود في الإمارات العربية المتحدة. كما حصل على جائزة Lakshya Business Visionary في عام 2014. في نفس العام، تم التعرف على شيتي من خلال جائزة الإنجاز ternational في جوائز Indian Innovator.
في فبراير 2015، اعترف النادي الهندي - البحرين بشيتي بجائزة Centenary. حصل على جائزة صفقة العام في حفل جوائز الرئيس التنفيذي الهندي لعام 2015. في يونيو 2015، تتلقى Shetty d جائزة شخصية الأعمال للعام من Crowe Horwath International. That في نفس الشهر، تلقت شيتي جائزة قيصر العرب الهندي.
حصل شيتي على جائزة الإنجاز العالمي الهندي في عام 2015 من سمو الشيخ نهيان بن مبارك آل نهيان. أيضًا في عام 2015، قدم الأمير فيصل بن سعود بن مساعد بن عبد العزيز شيتي مع الجائزة الثقافية الوطنية. حصل شركة شيتي، NMC Healthcare، على جائزة شركة Frost & Sullivan Middle East المتكاملة للرعاية الصحية لعام 2015. في نفس العام، تم تكريم MILAAP شيتي مع جائزة الإنجاز مدى الحياة.
في حفل توزيع جوائز صناعة الأعمال الخليجية لعام 2015، تم تكريم شيتي بصفته قائد أعمال الرعاية الصحية للعام. في نوفمبر 2015، كان تهنئة من الكاتدرائية الأرثوذكسية السورية اليعقوبية اليعقوبية في دبي. 
تم تكريم Shetty's NMC Healthcare في حفل توزيع جوائز رواد الأعمال السادس في الشرق الأوسط في عام 2015، حيث حصل شيتي على جائزة التميز الصناعي في الرعاية الصحية.
في عام 2016، حصل شيتي على جائزة الإنجاز الذهبي مدى الحياة لقيادة الأعمال. أيضًا في عام 2016، فازت شيتي بجائزة التميز في الأعمال من مجلس الأعمال الهندي والمهني. منحت جامعة Middlesex في دبي ل Shetty دكتوراه فخرية في 2016.
في يناير 2017، تم تكريم شيتي في جوائز الصحة السنوية بجائزة خاصة لمساهمته في صناعة الرعاية الصحية في المنطقة. في الشهر التالي، تلق شيتي جائزة Nadaprabhu Kempegowda الدولية في Kempegowda المهرجان الدولي.
في مايو 2018، اعترفت مجلة فوربس الشرق الأوسط بشيتي بين كبار القادة الهنود في العالم العربي. في سبتمبر 2018 تلقت شيتي جائزة C3 Lifetime Achievement.